# Луций Сергий Павел
Луций Сергий Павел (лат. Lucius Sergius Paullus) — римский государственный деятель второй половины II века.
О происхождении Павла ничего неизвестно. До 168 года он был консулом-суффектом. В 168 году Павел занимал должность ординарного консула вместе с Луцием Венулеем Апронианом Октавием Приском. Затем он был проконсулом Азии. В 168 году Павел находился на посту префекта Рима.